# Edelsbach bei Feldbach
Edelsbach bei Feldbach é um município da Áustria, situado no distrito de Südoststeiermark, no estado da Estíria. Tem 16,13 km² de área e sua população em 2019 foi estimada em 1.358 habitantes.